# مقاطعة ديكسون (تينيسي)
مقاطعة ديكسون (بالإنجليزية: Dickson County, Tennessee)‏ هي إحدى مقاطعات ولاية تينيسي في الولايات المتحدة. ، وتبلغ مساحتها 1272 كم2، بلغ عدد سكانها 49666 نسمة في عام 2010 حسب إحصاء مكتب تعداد الولايات المتحدة وتصل الكثافة السكانية فيها 34 نسمة/كم2.

## أعلام
- هيرشل لين غرير
- جون بيل
- مونتجومري بيل

## وصلات خارجية
- dicksoncountytn.gov